# Contea di Huaiyang
La contea di Huaiyang (淮阳县S, Huáiyáng XiànP) è una contea della Cina, situata nella provincia di Henan e amministrata dalla prefettura di Zhoukou.